# Ancistrophyllinae
Sous-tribu
Genres de rang inférieur
- Oncocalamus
- Eremospatha
- Laccosperma

Les Ancistrophyllinae sont une sous-tribu de plantes de la famille des Arecaceae, dans la tribu des Lepidocaryeae de la sous-famille des Calamoideae, que l'on trouve principalement en Afrique. Les genres de la sous-tribu sont ,:
- Oncocalamus
- Eremospatha
- Laccosperma

## Classification
- Famille des	Arecaceae
  - Sous-famille des Calamoideae
    - Tribu des Lepidocaryeae
      - Sous-tribu des  Ancistrophyllinae  [2]